# Le Charmel
Le Charmel ist eine französische Gemeinde mit 324 Einwohnern (Stand: 1. Januar 2022) im Département Aisne in der Region Hauts-de-France (frühere Region: Picardie). Sie gehört zum Arrondissement Château-Thierry und zum Kanton Fère-en-Tardenois.

## Geographie
Die Gemeinde Le Charmel liegt rund 16 Kilometer ostnordöstlich von Château-Thierry südlich der Autoroute A 4 (Autoroute de l’Est) und des LGV Est européenne und nördlich von Barzy-sur-Marne. Zur Gemeinde gehört das ausgedehnte Gelände des Château du Charmel, das einst im Besitz der Familie Rougé war.

## Toponymie
Der Ort wurde im Jahr 1191 als „Charmello“ bezeichnet (abgeleitet von Charme – Hainbuche).

## Bevölkerungsentwicklung
| Jahr                       | 1962 | 1968 | 1975 | 1982 | 1990 | 1999 | 2006 | 2015 | 2022 |
| -------------------------- | ---- | ---- | ---- | ---- | ---- | ---- | ---- | ---- | ---- |
| Einwohner                  | 223  | 206  | 180  | 249  | 268  | 282  | 321  | 319  | 324  |
| Quellen: Cassini und INSEE |      |      |      |      |      |      |      |      |      |

## Sehenswürdigkeiten
- Kirche Saint-Martin

## Persönlichkeiten
- Pierre-Charles Bonnefoy du Plan (1732–1824), Baron von Charmel